# Curel (Alpes da Alta Provença)
Curel é uma comuna francesa na região administrativa da Provença-Alpes-Costa Azul, no departamento dos Alpes da Alta Provença. Estende-se por uma área de 10,45 km². Em 2010 a comuna tinha 53 habitantes (densidade: 5,1 hab./km²).